# Jeleńcz (województwo kujawsko-pomorskie)
Jeleńcz (niem. Jehlenz, kaszb. Jéléńcz) – wieś w Polsce położona w województwie kujawsko-pomorskim, w powiecie tucholskim, w gminie Kęsowo.
W latach 1975–1998 miejscowość administracyjnie należała do województwa bydgoskiego. Według Narodowego Spisu Powszechnego (III 2011 r.) liczyła 313 mieszkańców. Jest szóstą co do wielkości miejscowością gminy Kęsowo.
Kościół pw. Chrystusa Króla został wzniesiony w latach 1928–1932 w stylu neoklasycznym. 